# أدالبيرت بول
أدالبيرت بول هو سياسي كندي، ولد في 11 ديسمبر 1881، وتوفي في 26 سبتمبر 1970. حزبياً، نشط في Co-operative Commonwealth Federation (Manitoba) ‏.